# Aardbeving Bacan maart 2010
De aardbeving in Indonesië op 14 maart 2010 was een aardbeving van 6,4 op de schaal van Richter in het Aziatische land Indonesië. Het epicentrum lag uit de kust van het eiland Bacan, dat behoort tot de Molukken.
Januari: Salomonseilanden (3 januari) · Californië (10 januari) · Haïti (12 januari) -
Februari: Bougainville (1 februari) · Riukiu-eilanden (26 februari) · Chili (27 februari) -
Maart: Taiwan (4 maart) · Sumatra (5 maart) · Turkije (8 maart) · Chili (11 maart) · Japan (14 maart) · Obi-eilanden (14 maart) -
Mei: Sumatra (9 mei) · Vanuatu (27 mei) -
Juni: Papoea (16 juni) -
Oktober: Sumatra (25 oktober)